# わんにゃんワールド多摩
わんにゃんワールド多摩（わんにゃんワールドたま）は、東京都多摩市にあり、株式会社ゼクスペットコミュニティが経営する約8,000坪の敷地面積を持つ犬と猫とのふれあいテーマパーク。2001年1月に開園し、2009年1月に閉園した。

## 沿革
- 2001年1月1日愛知県のIPCにより設立[1]。その後買収により株式会社ゼクスペットコミュニティの経営となる。
- 2009年1月12日閉園。

## 園内
希少犬・猫を展示しているほか、小型犬（室内）、大型犬（屋根つき屋外）、猫（キャットマンション）などと触れ合うことができる。ショー・ドッグレースのほか、別料金にてコースを散歩させることもできる。なお自分の犬は園内に連れて入れないので、入園前に預けることになる。

## 園外
動物病院、ドッグカフェ、ドッグラン等が揃っているほか、セルフシャワーで犬のシャンプーを出来る設備や、ペット用品の販売店なども付属している。

## 最寄り駅
- 小田急多摩線小田急多摩センター駅
- 京王相模原線京王多摩センター駅
- 多摩都市モノレール多摩センター駅